# Jasna Furlan
Jasna Furlan, slovenska mladinska pisateljica, *1988, Ljubljana, Slovenija.

## Življenje
Jasna Furlan je rojena v Ljubljani. Otroška leta je preživela v Logatcu, nato pa se je preselila v Ajdovščino. Obiskovala je Osnovno šolo Danila Lokarja v Ajdovščini in kasneje nadaljevala šolanje v Vipavi. Po končani gimnaziji se je vpisala na Filozofsko fakulteto Univerze v Ljubljani.

## Ustvarjanje
Pisateljičina prva kratka sodobna pravljica, Storžek je izšla leta 2000, pri založbi Karantanija. Pravljica govori o palčku Storžku in njegovih dogodivščinah, ki jih doživlja skupaj s prijatelji na ranču Kaja in Grom.

## Dela
- Storžek, založba Karantanija, 2000 (COBISS)